# ماچهیوال
ماچهیوال (به انگلیسی: Machiwaal) یک روستا در پاکستان است که در پنجاب واقع شده‌است.